# تپه قلاچه
تپه قلاچه مربوط به سده‌های میانه دوران‌های تاریخی پس از اسلام است و در شهرستان زنجان، بخش مرکزی، دهستان بوغدا کندی، ۱۰۰ متری جنوب روستای دهشیر علیا واقع شده و این اثر در تاریخ ۱۸ اسفند ۱۳۸۷ با شمارهٔ ثبت ۲۵۳۳۵ به‌عنوان یکی از آثار ملی ایران به ثبت رسیده است.